# Jonony

Izomery jononu

Jonony – trimetylocykloheksenylobut-3-en-2-ony,  organiczne związki chemiczne z grupy cyklicznych ketonów nienasyconych, zaliczane do terpenoidów. Nie są jednak typowymi terpenoidami, ponieważ nie spełniają reguły  izoprenowej, tzn. reszty izoprenowe nie są połączone z sobą w sposób ogon-głowa. Posiadają silny zapach kojarzący się z fiołkami.

## Właściwości
Znane są trzy izomery strukturalne jononów różniące się położeniem podwójnego wiązania  przy atomie węgla C2 w pierścieniu:
- α-jonon – trudno rozpuszczalny w wodzie, łatwo rozpuszczalny w alkoholach, o temperaturze wrzenia 135 °C
- β-jonon – trudno rozpuszczalny w wodzie, łatwo rozpuszczalny w alkoholach i eterze dietylowym o temperaturze wrzenia 140 °C. Zapach β-jononu jest wyczuwalny w powietrzu przy rozcieńczeniu 3*10-9 mol/ml.
- γ-jonon

Alkoholowe roztwory α- i β-jononów mają przyjemny zapach fiołków, a woń czystych związków przypomina zapach drzewa cedrowego. Jonony stanowią surowiec wyjściowy do produkcji witaminy A. Ugrupowania jononowe występują w szeregu związków naturalnych. Cząsteczka β-karotenu zawiera dwa ugrupowania β-jononowe, w cząsteczce α-karotenu znajduje się pierścień zarówno α-, jak i β-jononu, w γ-karotenie zaś występuje pojedynczy pierścień β-jononu. Pośród karotenów najbardziej rozpowszechniony jest β-karoten, zwany żółtym barwnikiem roślinnym. Szczególnie bogate w β-karoten są korzenie marchwi, pomidory, nać pietruszki i inne warzywa zielone, a także cytrusy i banany. Ugrupowanie β-jononowe jest ważnym elementem strukturalnym związków zaliczanych do grupy witaminy A. W organizmach, w których występuje niedobór witaminy A, następuje przekształcenie karotenów w tę witaminę, przez co karoteny nazywane są prowitaminami witaminy A.

## Występowanie
W przyrodzie występują rzadko, głównie jako składnik olejków eterycznych, występują tam zwykle w niewielkich ilościach. Znajdują się w warzywach i owocach, np. jagodach, a także herbacie i tytoniu. Jonony są głównymi składnikami (22%) olejku otrzymanego z kwiatów fiołków.

## Otrzymywanie
Powstają w wyniku utleniającej degradacji tetraterpenoidów (karotenów). Z uwagi na ich duże zastosowanie w przemyśle perfumeryjnym są produkowane na skalę przemysłową. Otrzymuje się je w reakcji kondensacji aldolowej cytralu z acetonem. Powstający w tej reakcji pseudojonon cyklizuje pod wpływem kwasu siarkowego do mieszaniny α- i β-jononów.

## Zastosowanie
Syntetyczne jonony są stosowane w przemyśle perfumeryjnym i spożywczym oraz jako substrat wyjściowy do syntezy witaminy A.